# Catania (traghetto)
Il Catania è un traghetto della società marittima italiana Grimaldi Lines.

## Caratteristiche
Catania dispone di 93 cabine, può imbarcare 180 autovetture, assieme a 172 semirimorchi. Ha 4 Motori Wärtsilä 16V46C diesel 67200 kW che le consentono di arrivare a 23,6 nodi di velocità massima. Può contenere fino a 955 passeggeri.

## Servizio
L'unità viene consegnata il 12 novembre 2003 alla Grimaldi Ferries e entra in servizio lo stesso mese tra le rotte Livorno-Valencia, Salerno-Malta e Salerno-Tunisi.
Nel febbraio 2005 viene inserita nel collegamento Livorno - Tunisi - Palermo - Salerno - Malta e vi rimane fino al 2008.
Nel gennaio 2009 la nave viene ribattezzata con il nome Catania e nel febbraio dello stesso anno entra in servizio sulla tratta Genova - Catania - La Valletta - Catania - Civitavecchia.
Nel marzo 2011 viene noleggiata dalle autorità italiane per assistere nell'evacuazione della Libia.
Ad aprile dello stesso anno, finito il noleggio viene inserita nella tratta Genova - Catania - Patrasso - Corinto. 
Nel 2012 la tratta viene chiusa e la nave viene inserita nel collegamento Civitavecchia - Trapani - Tunisi / Salerno - Palermo - Tunisi.
Nel gennaio 2013 si sposta sulla tratta Brindisi - Igoumenitsa - Patrasso  ritornando nel Mar Tirreno solo nel 2015 venendo inserita sulla tratta Salerno - Palermo - Tunisi e Civitavecchia - Tunisi.
Ad aprile 2020 viene sostituita dalla Florencia, per andare ai cantieri Besiktas Shipyard di Yalova per lavori di carenaggio e nuova livrea. Il 23 settembre 2021 apre il nuovo collegamento Civitavecchia - Arbatax - Cagliari venendo sostituita, sulla Salerno - Palermo -Tunisi e Civitavecchia - Tunisi, dalla Cruise Smeralda.
Dal 3 marzo 2023, dopo 2 anni di assenza sulle tratte Salerno - Palermo - Tunisi e Civitavecchia - Tunisi, rientra stabilmente in servizio su queste tratte sostituendo il Cruise Bonaria.

## Navi gemelle
- Florencia (IMO 9287584)[1]
- Sorrento (IMO 9264312)[2]
- Venezia (IMO 9304631)[2]